# 大田垣正信
大田垣 正信（おおたがき まさのぶ、1985年8月17日 - ）は、広島県尾道市出身である日本のトロンボーン奏者。愛称は、OTG。

## 略歴
中学2年生でギターを始め、高校1年生でトロンボーンを始める。学習院大学在学時にトロンボーンにのめり込む。そのサウンドが評価され、2007年にYamano Big Band Jazz Contestで最優秀ソリスト賞を受賞。
2008年にバンド活動を始め、この頃よりステージネームとして「OTG」を名乗り始める（当時の表記は「O⊥G」）。大学卒業後にフリーランスのトロンボーン奏者として活動を始める。フリーランスとしての実績は石丸幹二、伊藤君子、大橋トリオ、orange pekoe、KAT-TUN、KIRINJI、清春、小泉今日子、STUTS、sumika、竹原ピストル、星野源、YUKI、レキシ、WONK、WurtS、他多数（五十音順、敬称略）のレコーディングに参加。
また、あいみょん、ORIGINAL LOVE、岸谷香、King Gnu、郷ひろみ、STUTS、20th Century、二階堂和美、hyde、Louis Cole、WurtS、他多数（五十音順、敬称略）のツアーやライブに参加する。
現在、トロンボーン奏者として「ROTH BART BARON」（2013年 - 参加）「Gentle Forest Jazz Band」（2014年 - 参加）「epice」（2021年 - ）の他、フリーランスとしての活動も続けている。
日本国内のみならずアメリカ、アジア圏にも活動の及ぶフォーク・ロック・バンド「ROTH BART BARON」のレコーディングやライブに2013年から参加する。
踊れるスウィング・ジャズ・ビッグバンド「Gentle Forest Jazz Band」にメンバーとして2014年から参加する。

### 国内フェス出演
- FUJI ROCK FESTIVAL（2016年、2023年）
- SUMMER SONIC（2013年、2016年）
- RISING SUN ROCK FESTIVAL（2017年、2022年、2024年）

他多数

### 海外フェス出演
- SXSW（2014年、アメリカ）
- Big Mountain Music Festival（2015年、タイ）
- PLAYTIME FESTIVAL（2016年、モンゴル）

使用楽器は、Bach 16M。マウスピースは、Bach 7C。最も影響を受けたトロンボーン奏者はアル・グレイ。その他にもベニー・グリーン、トミー・ドーシー、カーティス・フラー、リコ・ロドリゲスにも影響を受けている。
2022年に立ち上げた自身のジャズ・バンド「epice」では、関東のジャズクラブを主な活動拠点とする他、各地イベント・フェスティバルにも招致されている。また、2024年にシングルCD2枚を完全DIYで制作、リリースしている。

## 参加バンド
GENTLE FOREST JAZZ BAND
リード・トロンボーンを担当。
ROTH BART BARON
デビュー・アルバム『ロットバルトバロンの氷河期』（2014年）以前、2013年から参加。
epice
大田垣自身が代表を務めるジャズ・バンド。2021年結成。